# Diplostyla
Diplostyla is een geslacht van spinnen uit de familie Hangmatspinnen (Linyphiidae).

## Soort
De volgende soort is bij het geslacht ingedeeld:
- Diplostyla concolor (Wider, 1834)